# Fahrradschlauch

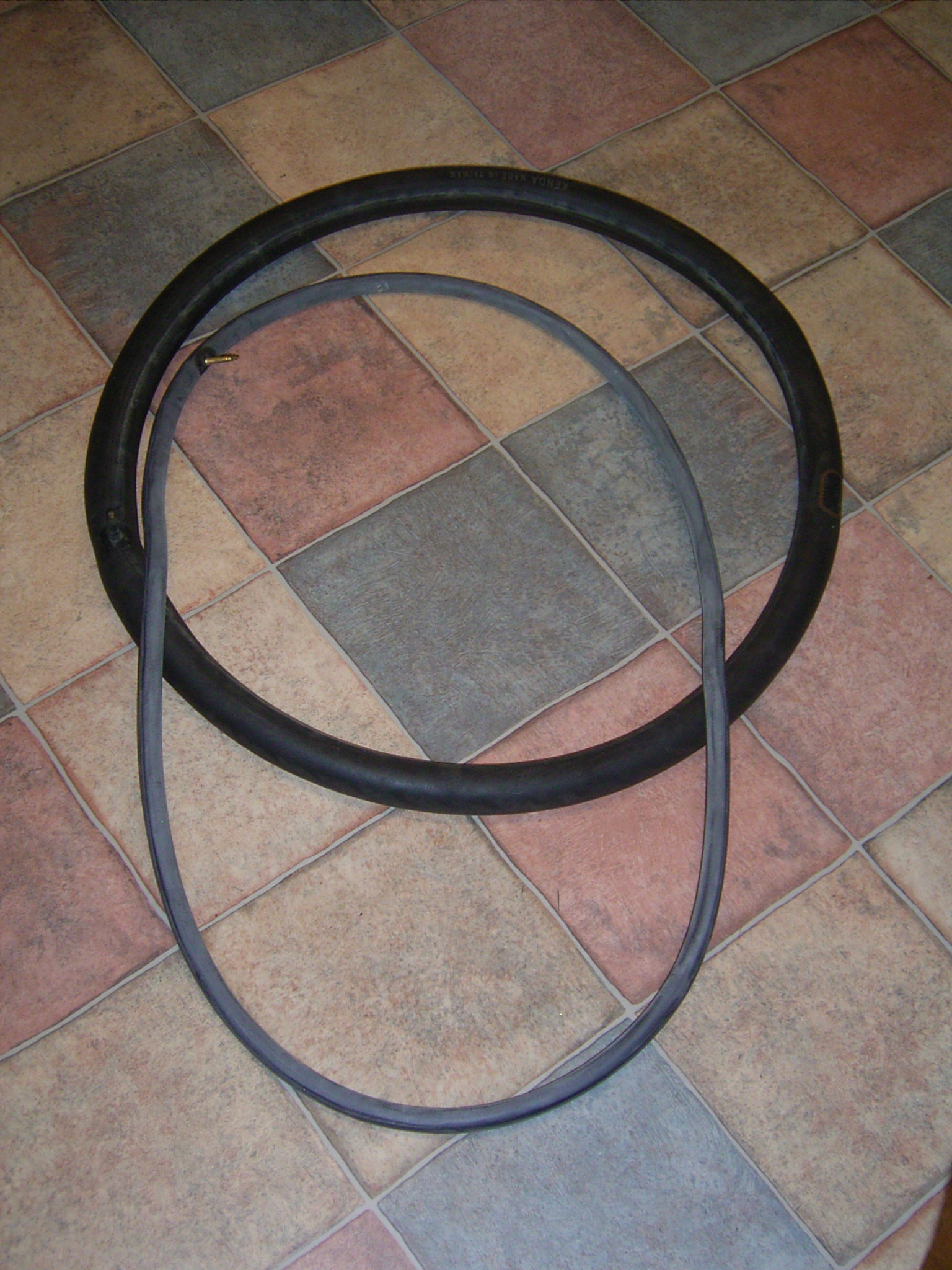
Fahrradschläuche für Rennrad (dünn) und MTB (dick)

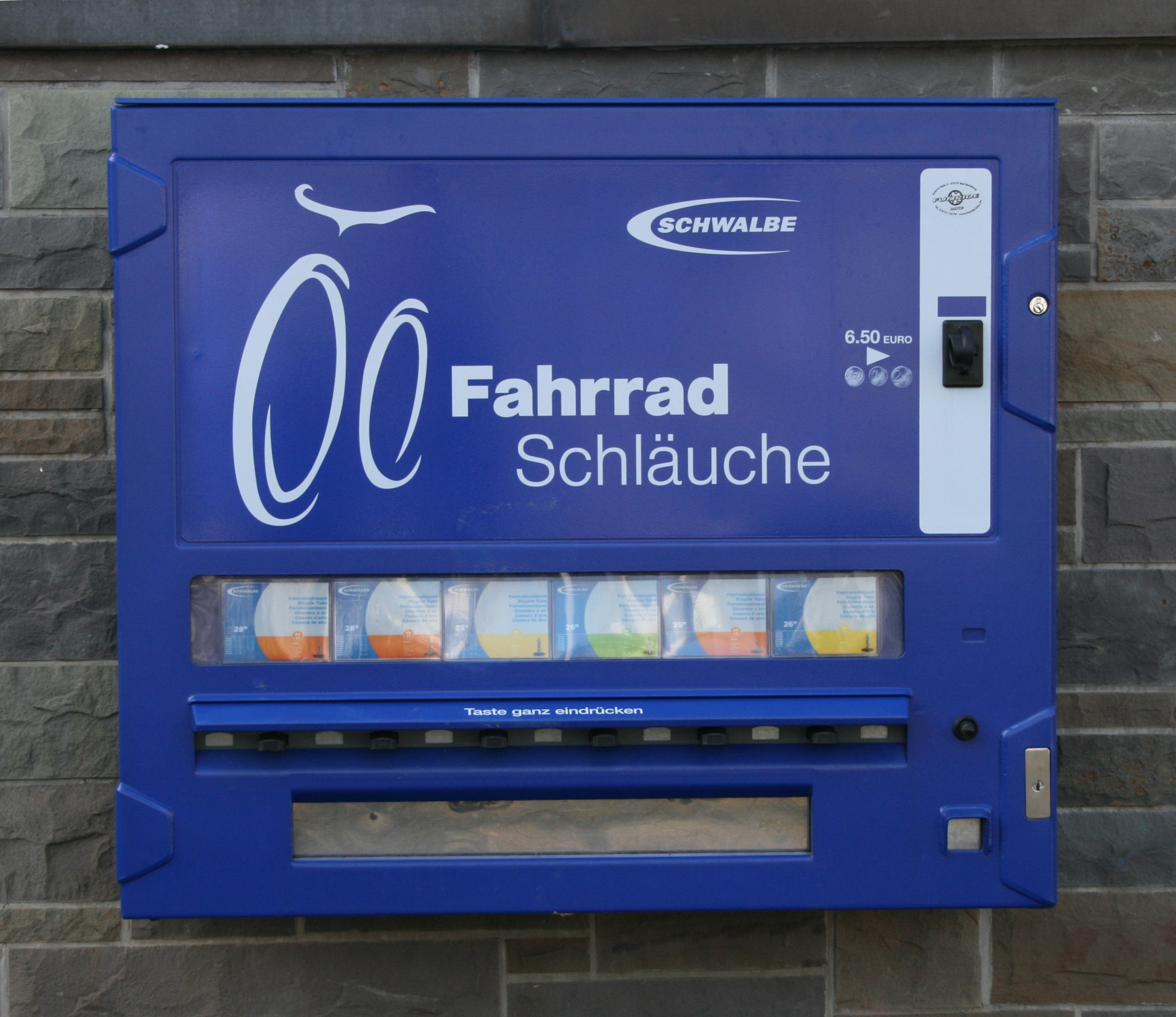
Fahrradschlauch-Automat

Ein Fahrradschlauch ist ein luftdichter Schlauch, der bei der Bereifung von Fahrrädern als Luftbehälter dient. Er besteht meist aus Butyl, seltener aus  Latex oder thermoplastischem Polyurethan und früher auch aus Gummi.
Seit etwa 2010 finden auch schlauchlose Fahrradreifen („tubeless“) Verbreitung. Bei diesen bilden Reifen und Felge eine dichte Luftkammer und ein herkömmlicher Schlauch wird nicht mehr benötigt.

## Geschichte
John Boyd Dunlop gilt als Erfinder des Luftreifens und somit auch des Fahrradschlauchs. Er hat den luftgefüllten Gummireifen am 7. Dezember 1888 zum Patent angemeldet, Édouard Michelin hat 1889 den austauschbaren Gummireifen mit Luftschlauch für Fahrräder entwickelt (Dunlop erfand nur einen Hilfsreifen für das Dreirad seines Sohnes). Die Vulkanisation des Kautschuks sowie der Hartgummi als Grundlage für die spätere Fahrradbereifung wurden bereits 1839 von Charles Goodyear erfunden. 1845 ließ sich der Schotte Robert William Thomson luftgefüllte Tierdärme als Reifen patentieren.
Fahrradschläuche sind entlang beliebter (Fern-)Radwege und an Fachgeschäften auch aus speziellen Automaten erhältlich.

## Aufbau

Querschnitt durch einen Reifen mit Schlauch

Ein Schlauch besteht aus einem luftdichten Material, das bei modernen Fahrradschläuchen in der Regel in einem Stück gefertigt oder nahtlos verschweißt wird. Er verfügt über ein Ventil, über das Druck abgelassen oder mittels Pumpe oder Kompressor erhöht werden kann.
Der Schlauch liegt auf der Außenseite der Felge auf und wird vom Mantel umschlossen, der den Kontakt mit der Straße herstellt und den Schlauch vor Beschädigungen schützt. Ein Felgenband beugt  Durchstichen durch die Speichennippel vor. Um ein Verkleben der Außenwände mit dem Fahrradmantel oder dem Felgenband und der Innenwände mit sich selbst zu verhindern, sind Butyl- und Latexschläuche innen und außen mit Talkum versehen.
Bei Rennrädern kommen manchmal Schlauchreifen zum Einsatz, bei denen Schlauch und Mantel als Einheit verbunden werden, indem der Mantel rund um den Schlauch gelegt und vernäht wird.
Selbstdichtende Schläuche sind mit einer Latexemulsion („Dichtmilch“) gefüllt, welche Löcher selbstständig verschließen soll. Diese kann, wenn der Ventilkern entfernbar ist, auch in einen handelsüblichen Schlauch eingefüllt werden.

## Materialien

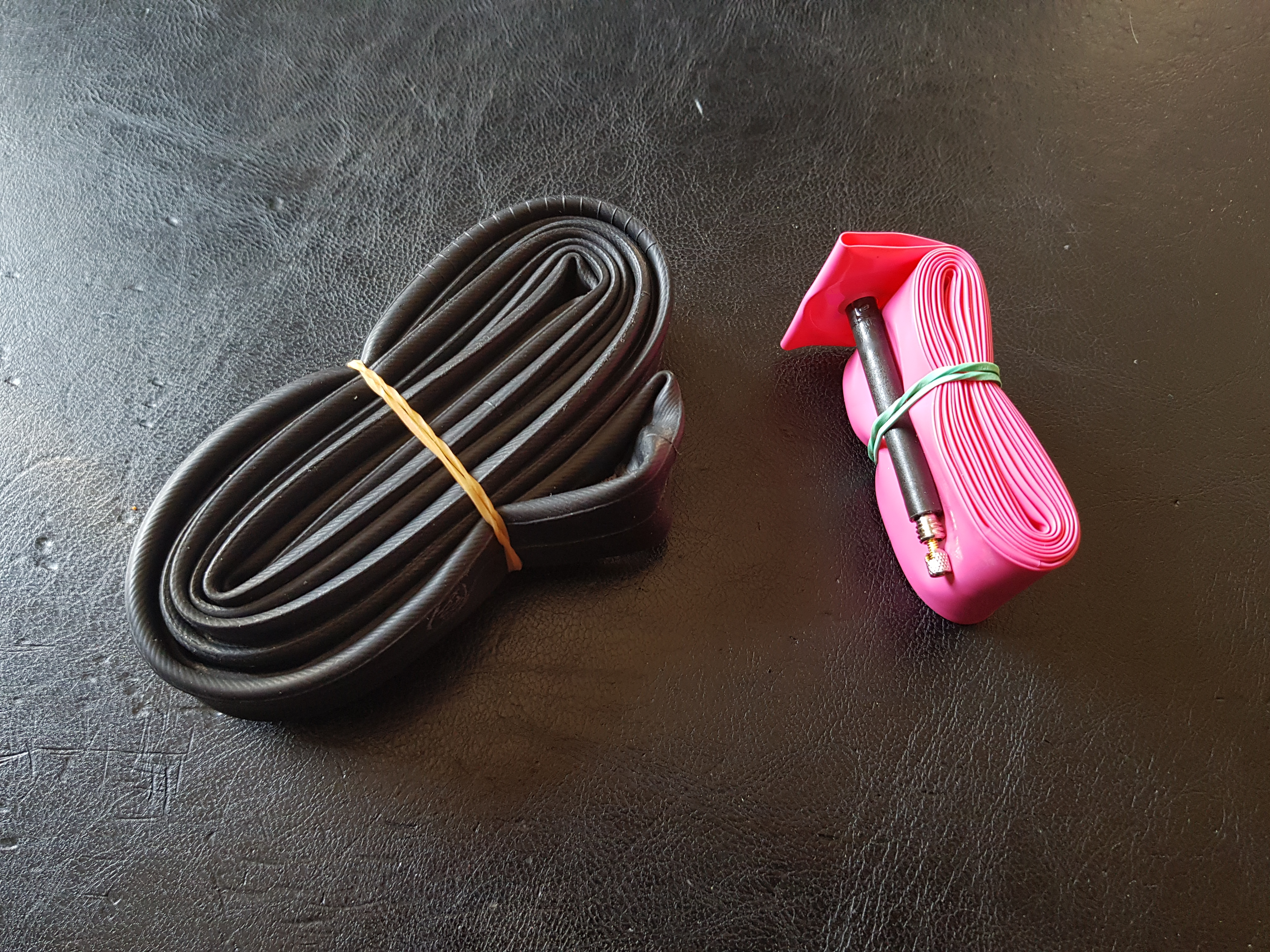
Größenvergleich zwischen Butyl-Schlauch (schwarz) und TPU-Schlauch (pink)

### Butyl
Butylkautschuk ist das gängigste Material für Fahrradschläuche. Butylschläuche sind günstig in der Anschaffung, langlebig und verlieren nur langsam Luft. Mit etwa 100 g (Rennradschlauch) sind sie schwerer als solche aus Latex oder TPU, und Leichtversionen (etwa 75 g) sind weniger langlebig. Aufgrund vergleichsweise geringer Elastizität kommt es zu mehr Reibung zwischen Schlauch und Mantel als bei anderen Materialien, dies erhöht den Rollwiderstand.

### Latex
Latex ist flexibler als Butyl oder TPU und weist dadurch den geringsten Rollwiderstand auf. Luft kann durch das Material vergleichsweise gut entweichen, sodass Latexschläuche häufig, bei hohen Luftdrücken in der Regel vor jeder Fahrt, aufgepumpt werden müssen. Sie sind etwas leichter als Butylschläuche. Aufgrund des vergleichsweise hohen Preises und Wartungsaufwands werden Latexschläuche fast ausschließlich im Straßenrennsport verwendet.

### TPU
Thermoplastisches Polyurethan wird seit etwa 2017 als Material für Fahrradschläuche verwendet. TPU-Schläuche wiegen mit ca. 25 bis 40 g (Rennradschlauch) nur etwa ein Viertel bis die Hälfte von kautschukbasierten Alternativen und weisen ein deutlich geringeres Packmaß auf, sind aber dennoch stabiler und luftundurchlässiger. Der Rollwiderstand liegt zwischen Butyl und Latex. Nachteilig werden die zwei- bis dreimal so hohen Anschaffungskosten im Vergleich zum Butylschlauch sowie die Notwendigkeit spezieller Flicken zur Reparatur gesehen.

## Größen und Bauformen
Ein Schlauch muss auf Reifendurchmesser und -breite abgestimmt werden. Aufgrund der Dehnbarkeit der Materialien decken Schläuche in der Regel Bandbreiten von je etwa 20 mm in Durchmesser und Breite ab. Ein zu kleiner Schlauch überdehnt und wird luftdurchlässiger und pannenanfälliger, ein zu großer Schlauch kann Falten werfen und zwischen Mantel und Felge eingeklemmt werden.

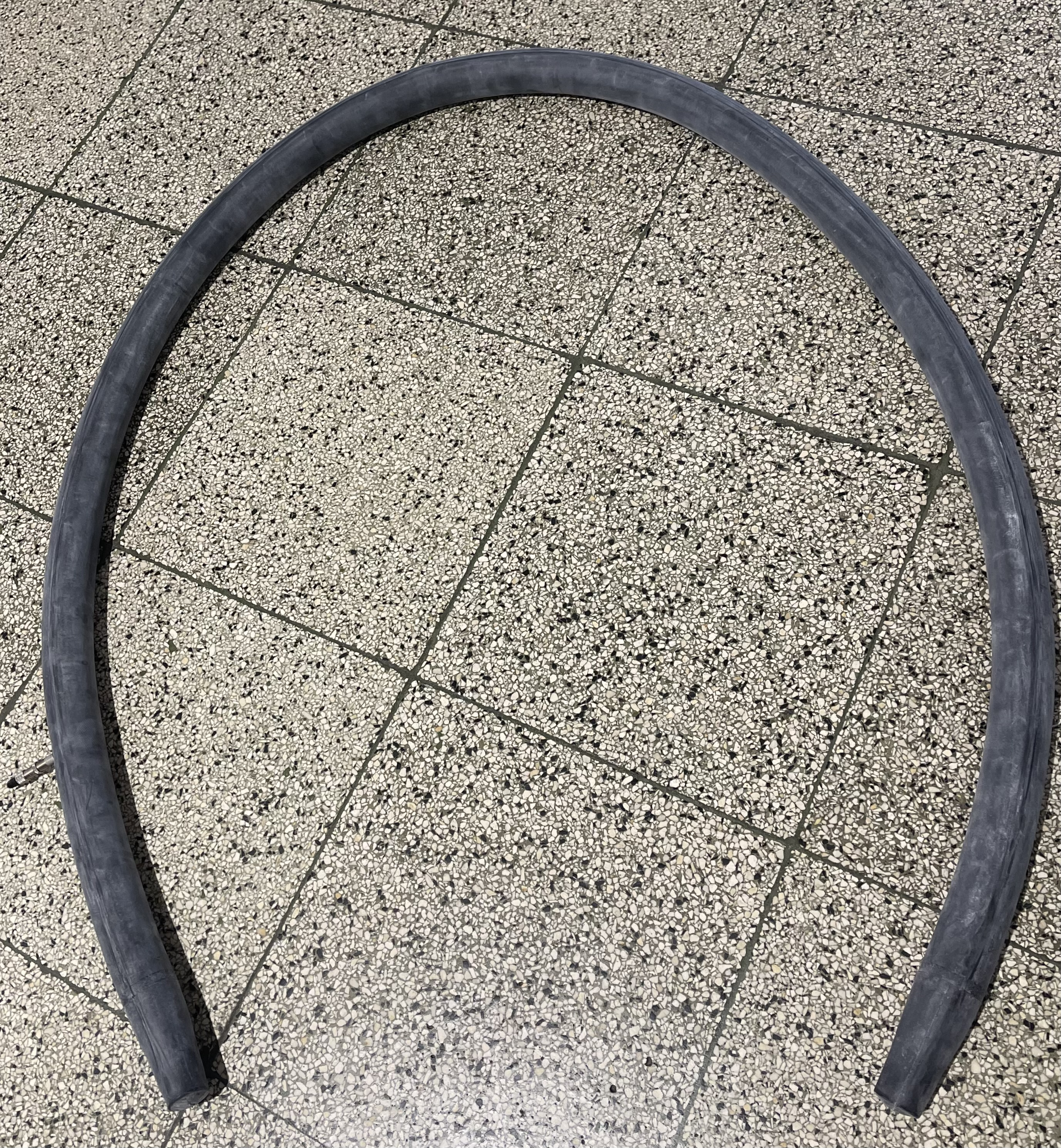
Fahrradschlauch mit zwei Enden

Seit ca. 2013 gibt es Fahrradschläuche mit zwei Enden. Diese Bauform ermöglicht einen Schlauchwechsel ohne das Laufrad auszubauen.

## Beschädigungen

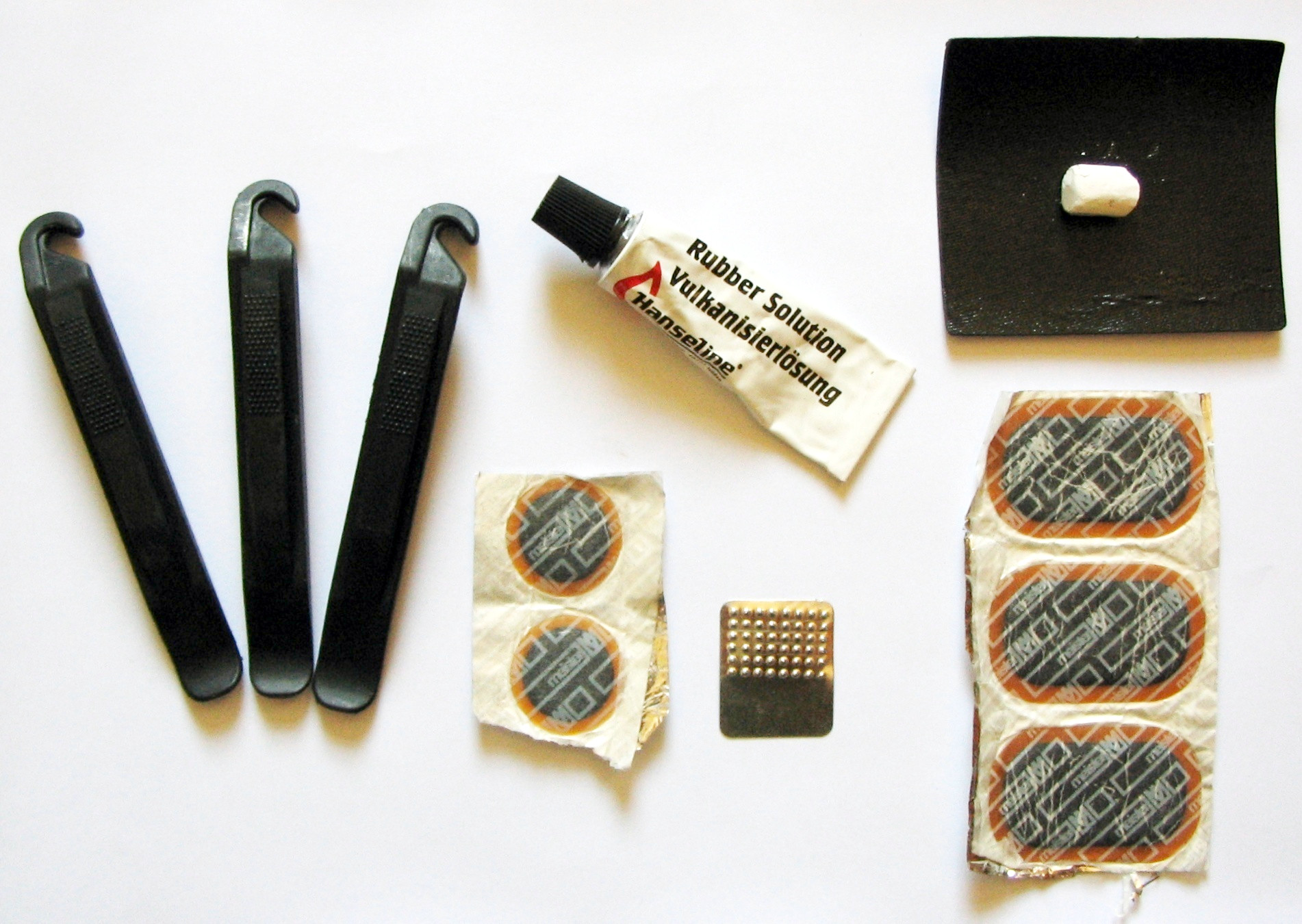
Flickzeug

Durch Durchstiche, Einklemmungen, Alterung, falscher Luftdruck oder Beschädigungen des Ventils kann ein Schlauch undicht werden und einen „Platten“ verursachen.
Kleinere Löcher in Schläuchen können in der Regel mittels Flickzeug repariert werden. Für Butyl- und Latexschläuche werden dafür Butyl-Flicken verwendet, TPU-Schläuche benötigen speziellen Kleber und TPU-Flicken.
Nicht reparierbare Fahrradschläuche sind Restmüll. Diverse Hersteller bieten Recycling-Programme an, bei denen defekte Schläuche kostenlos abgegeben werden können.